# تاربوت
کلمه تاربوت (תרבות) در زبان عبری به معنای «فرهنگ» است. جنبش تاربوت شبکه‌ای از مدارس سکولار و عبری زبان در بخش‌هایی از سکونتگاه یهودیان سابق، به ویژه در لهستان، رومانی و لیتوانی بود. این موضوع در درجه اول بین جنگ‌های جهانی پدید آمد. برخی از مدارس وابسته به جنبش امروز به فعالیت خود ادامه می‌دهند و مدارس جدیدی در ایالات متحده و سایر مقاصد مهاجران از اروپای مرکزی و شرقی تأسیس شده‌است.

## تاریخ

### فعالیت‌های آموزشی

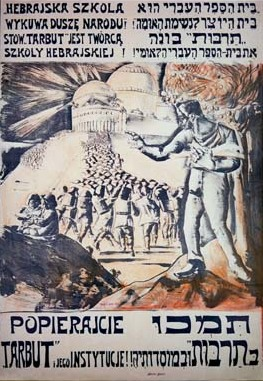
پوستری از یک مدرسه تاربوت لهستانی در دهه ۱۹۳۰.

تاربوت شبکه ای از مؤسسات آموزشی عبری زبان بود که در دوره بین جنگ‌های جهانی در لهستانِ تازه استقلال یافته تأسیس شد. اولین کنفرانس ملی تاربوت لهستان در دسامبر ۱۹۲۱ در ورشو برگزار شد سرانجام شبکه تاربوت که توسط گروه‌های صهیونیستی حمایت می‌شد، مهدکودک، مدارس ابتدایی، مدارس متوسطه، حوزه‌های علمیه، نهادهای آموزش بزرگسالان، کتابخانه‌های امانت‌دهنده و یک مؤسسه انتشاراتی که مواد آموزشی، کتاب‌های درسی و نشریات کودکان را تولید می‌کرد، را دربر گرفت.
مدارس تاربوت در سال ۱۹۲۱ ۲۵۸۲۹ دانش آموز داشتند. ۳۷۰۰۰ در ۱۹۳۴–۱۹۳۵; و ۴۵۰۰۰ دانشجو تا سال ۱۹۳۹ در ۲۷۰ مؤسسه ثبت نام کردند. این عدد شامل حدود ۲۵٪ از کل دانش آموزان ثبت نام شده در مدارس یهودی در لهستان، و ۹٪ از کل جمعیت دانش آموزان یهودی لهستان است. برنامه درسی سکولار و شامل علوم پایه، علوم انسانی، و مطالعات عبری، از جمله تاریخ یهود بود.
زمانی که جنگ به فعالیت مدارس تاربوت اروپایی پایان داد، آنها مدتها از کمبود بودجه مزمن رنج می‌بردند. برخی یهودیان اروپایی از جمله شاعر حییم نحمان بیالیک و رهبران صهیونیست ناحوم سوکولوف و زیو ژابوتینسکی از کمیته توزیع مشترک یهودیان آمریکا درخواست کمک کردند.
با این وجود، برخی مدارس تاربوت در طول سال‌های جنگ به فعالیت خود ادامه دادند، یکی از این شعب در بخارای ازبکستان بود که به جمعیت زیادی از پناهندگان یهودی از لهستان تحت اشغال نازی‌ها خدمات رسانی می‌کرد. این مدرسه تا پایان جنگ تحت سرپرستی ناچوم شوچت(به عبری: נחום שוחט) کار می‌کرد. دانش آموزان فارغ‌التحصیل در آزمون‌های کارشناسی ارشد زیر نظر دولت درتبعید لهستان شرکت کردند و در نتیجه توانستند پس از جنگ به تحصیلات عالی خود ادامه دهند.

### فعالیت‌های انتشاراتی
تاربوت با افزایش انتشارات محلی عبری زبان کودکان به تغییر محل انتشارات ادبیات عبری به فلسطین پاسخ داد، تغییری که در حوالی زمان تأسیس آن رخ داده بود.

## امروز
شبکه تاربوت امروز دیگر وجود ندارد و بنابراین هیچ مدرسه ای امروز نمی‌تواند به آن وابسته شود. با وجود این، مدارس یهودی که ارزش‌های شبکه اصلی تاربوت را دارند، این کلمه را به عنوان بخشی از نام خود پذیرفته‌اند
- آرژانتین: Colegio Tarbut در اولیووس، بوئنوس آیرس
- مکزیک: Colegio Hebreo Tarbut در مکزیکو سیتی
- ایالات متحده: مدرسه روزانه جامعه تاربوت و تورات در ایروین، کالیفرنیا
- اسپانیا: تاربوت سفارد، اولین شبکه فرهنگ یهودی در اسپانیا

## برای مطالعهٔ بیشتر
- بارال، آدینا (2003). " شبکه "Tarbut" در لهستان و ادواری کودکان آن ". (به عبری). پایان‌نامه، دانشگاه تل آویو. چکیده به زبان انگلیسی.
- برگر، زاکری شولم (۱۴ نوامبر ۲۰۰۳). "دعای شاعرانه بیالیک به مشترک: مدارس ما را نجات دهید"، پیشرو .